# Horňany
Horňany (in tedesco Oberfeld od Oberdorf, in ungherese Hornyán) è un comune della Slovacchia facente parte del distretto di Trenčín, nella regione omonima.
È citata per la prima volta in un documento storico nel 1352 con il nome di Hornyan, quando passò dalla Signoria di Hradná a quella di Trenčín. Nel 1433 coloni tedeschi e profughi hussiti (questi ultimi condotti dal cavaliere Slatinský) si stabilirono nel villaggio. All'epoca, la giustizia veniva amministrata secondo il diritto germanico.